# Stadion De Vliert
El Stadion De Vliert es un estadio de fútbol ubicado en la ciudad de 's-Hertogenbosch (en neerlandés: Den Bosch) en la provincia de Brabante Septentrional, en el sur de los Países Bajos. El estadio inaugurado en 1951, es utilizado por el club de fútbol FC Den Bosch para sus partidos en casa. 
Después de que el BVV Den Bosch ganara el campeonato nacional en 1948, el consejo municipal de 's-Hertogenbosch reconoció la necesidad de tener un estadio de fútbol. El estadio se inauguró el 8 de septiembre de 1951, y la ceremonia de inauguración fue encabezada por la campeona olímpica de atletismo Fanny Blankers-Koen. El estadio tenía entonces una capacidad de más de 30.000 espectadores, siendo el tercer recinto más grande de los Países Bajos después del Estadio Olímpico de Ámsterdam y el Stadion Feijenoord.
En 1997 el antiguo estadio fue demolido y reemplazado por uno nuevo sin pista de atletismo. El nuevo hogar del FC Den Bosch consta de cuatro tribunas individuales con asientos cubiertos con una capacidad para 9.000 espectadores.
Por razones de patrocinio el estadio a adoptado los siguientes nombres, Ecco-stadion (1998–2003), BrainWash Stadion De Vliert (2012–2015), Timmermans Infra Stadion De Vliert (2015–2017).

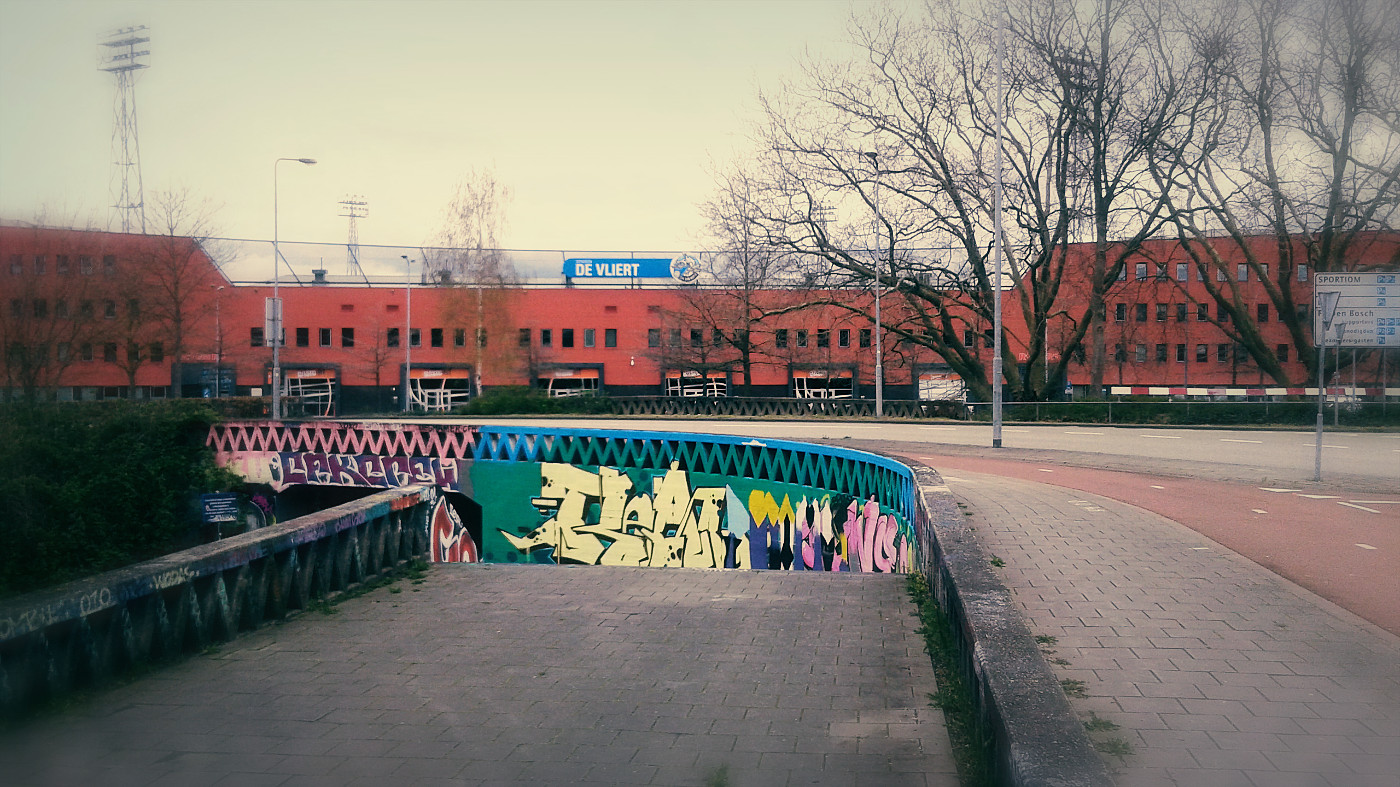